# Neukamp (Lennestadt)
Neukamp ist ein Ortsteil der Stadt Lennestadt im Kreis Olpe in Nordrhein-Westfalen.

## Lage
Der Ortsteil Neukamp liegt im nordwestlichen Bereich der Stadt Lennestadt in direkter Nachbarschaft zur Stadt Finnentrop. Durch den Ort fließt die Lenne und verläuft die B 236.

## Ort
Der kleine Ort zählte Ende Juni 2020 18 Einwohner. An der Durchgangsstraße haben sich einige gewerbliche Betriebe in den Bereichen  Fahrradhandel/Organisation von Sportreisen, BOSCH-Autoservice, DEKRA-Sicherheitsprüfungen und ein Schnellimbiss niedergelassen.
An der Lenne befindet sich das Einlaufbauwerk zu dem auf dem Gebiet der Nachbargemeinde Finnentrop liegenden Laufwasserkraftwerk Bamenohl. Es wurde am 2. September 1996 in die Denkmalliste der Stadt Lennestadt aufgenommen. Für die Erhaltung sprechen u. a. technikgeschichtliche Gründe, weil es den Wasserkraftwerkbau der 1920er Jahre in Westfalen dokumentiert. Nähere Einzelheiten enthält die bebilderte Dokumentation der Schutzwürdigkeit.